# Charlotte Mineau

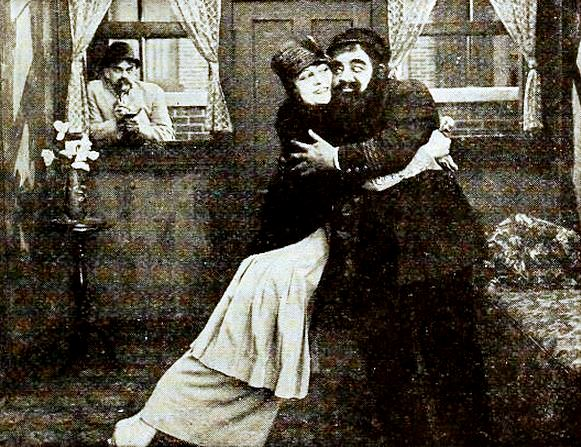
Charlotte Mineau mit Schauspieler Kalla Pascha in Love's False Faces (1919)

Charlotte Mineau (* 24. März 1886 in Michigan; † 12. Oktober 1979 in Los Angeles, Kalifornien) war eine US-amerikanische Schauspielerin.

## Leben und Karriere
Gebürtig aus Michigan stammend, besuchte Charlotte Mineau die Schauspielschule im Sorbonne in Paris. Anschließend kehrte sie in die Vereinigten Staaten zurück, wo sie in den 1910er- und 1920er-Jahren eine bekannte Nebendarstellerin in Hollywood wurde. Besonders häufig spielte die großgewachsene Schauspielerin Mütter oder Damen aus besserer Gesellschaft, wobei sie vorwiegend in Slapstick-Komödien eingesetzt wurde. Bekannt wurde sie vor allem als regelmäßige Nebendarstellerin von Charlie Chaplin in dessen frühen Komödien zwischen 1915 und 1917: So spielte sie etwa die Mutter von Chaplins Hauptdarstellerin Edna Purviance in Das Pfandhaus und Der Graf. Nach dem Ende ihrer Arbeit bei Chaplin spielte sie unter anderem mit Mabel Normand bei The Extra Girl (1923) und Mary Pickford bei Sparrows (1926). Mineau drehte auch für den Komödienproduzenten Hal Roach. Dort wurde sie unter anderem in drei frühen Laurel-und-Hardy-Komödien besetzt, etwa als die Ehefrau von James Finlayson in Love ’Em and Weep.
Bald nach Beginn des Tonfilmes zog Mineau sich aus dem Schauspielgeschäft zurück, ihren letzten von fast 80 Filmauftritten hatte sie als fremdgehender Partygast in der Marx-Brothers-Komödie Die Marx Brothers auf See. Charlotte Mineau, die mit dem Schauspieler Christian J. Frank (1890–1967) verheiratet war, verstarb 1979 im Alter von 93 Jahren.

## Filmografie (Auswahl)
- 1912: The Little Poet
- 1915: Charlie gegen alle (His New Job)
- 1915: Eine Nacht im Variété (A Night in the Show)
- 1916: Der Ladenaufseher (The Floorwalker)
- 1916: Der Vagabund (The Vagabond)
- 1916: Der Graf (The Count)
- 1916: Das Pfandhaus (The Pawnshop)
- 1916: Der Feuerwehrmann (The Fireman)
- 1916: Hinter der Leinwand (Behind the Screen)
- 1917: Leichte Straße (Easy Street)
- 1917: Die Rollschuhbahn (The Rink)
- 1919: Hearts and Flowers
- 1923: The Extra Girl
- 1926: Sperlinge Gottes (Sparrows)
- 1926: Diese Dame ist ein Kerl (45 Minutes from Hollywood)
- 1927: The First Auto
- 1927: Sugar Daddies
- 1927: Love ’Em and Weep
- 1931: Die Marx Brothers auf See (Monkey Business)